# Leslie Egnot
Leslie Jean Egnot, ONZM  (* 28. Februar 1963 in Greenville, Vereinigte Staaten) ist eine ehemalige neuseeländische Seglerin.

## Erfolge
Leslie Egnot nahm an zwei Olympischen Spielen in der 470er Jolle teil. 1992 in Barcelona ging sie mit Janet Shearer an den Start, mit der sie den Segelwettbewerb hinter Theresa Zabell und Patricia Guerra auf dem zweiten Rang abschloss und somit die Silbermedaille gewann. Bei den Olympischen Spielen 1996 in Atlanta kamen Shearer und Egnot nicht über den 16. Rang hinaus. Bei Weltmeisterschaften gewann sie mit Shearer 1989 in Tsu ebenfalls die Silbermedaille. 1995 führte Egnot beim Citizen Cup die Yacht Mighty Mary an, die erste Yacht mit reiner Frauen-Crew bei diesem Wettbewerb.
Ihre jüngere Schwester Jenny war ebenfalls olympische Seglerin. Im Juni 1996 erhielt Egnot für ihre Verdienste im Segelsport das Offizierskreuz des New Zealand Order of Merit. Sei hat ein Kind.